# Denklingen
Denklingen är en kommun och ort i Landkreis Landsberg am Lech i Regierungsbezirk Oberbayern i förbundslandet Bayern i Tyskland.